# Andreas Jähnert

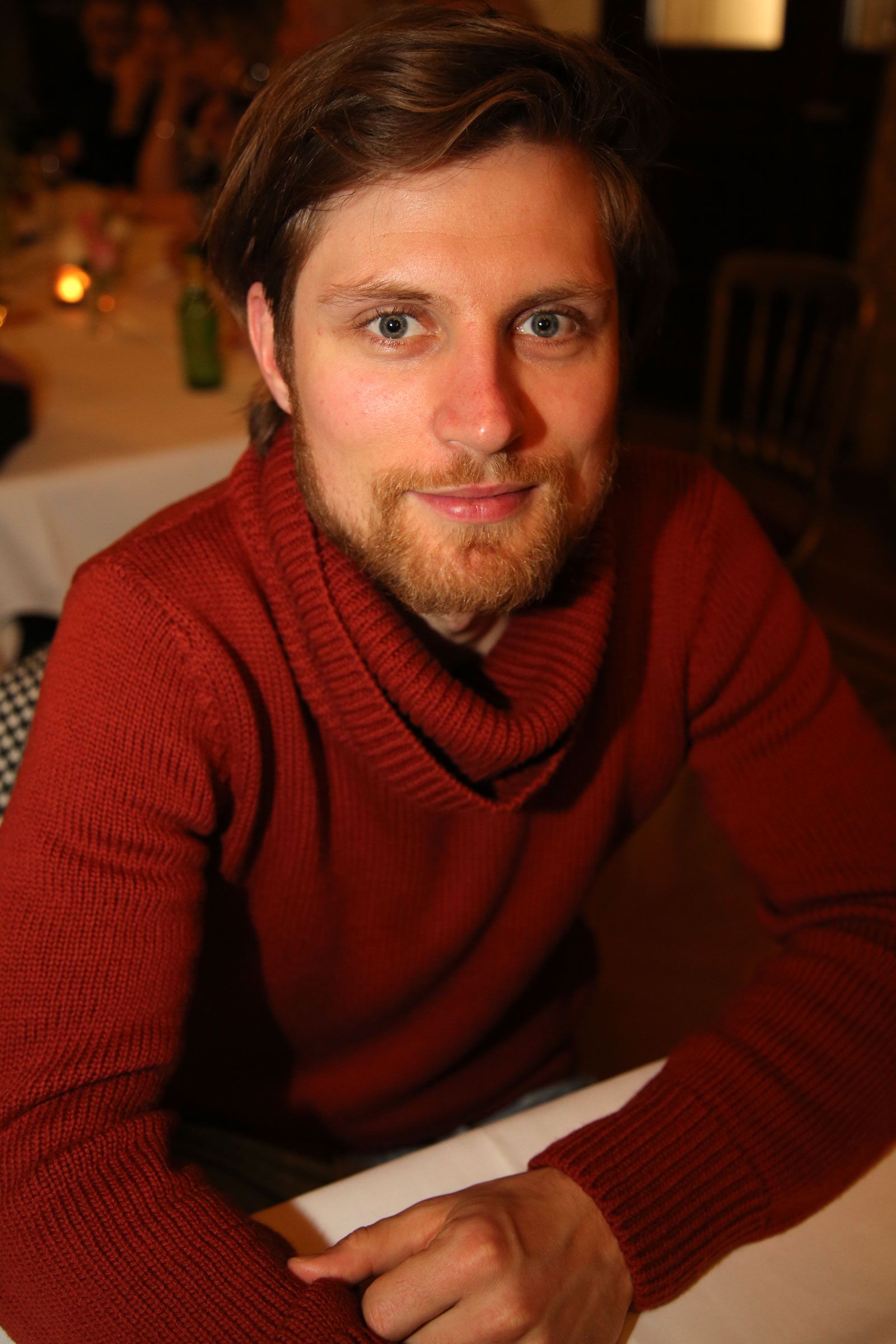
Andreas Jähnert, 2015

Andreas Jähnert (* 1985 in Zeulenroda, DDR) ist ein deutscher Theaterschauspieler und -regisseur.

## Leben
Jähnert absolvierte seine Ausbildung an der Berliner Schule für Schauspiel, nachdem er in Thüringen zum Landwirt ausgebildet worden war. 2012 unterrichtete er Schauspiel an der Universität in Battambang, Kambodscha und brachte dort das Stück Pka Sropoun nach der Novelle von Nou Hach zur Aufführung.
Seine anschließenden Engagements umfassten Stücke am Fränkischen Theater Maßbach, im Schauspielhaus Neubrandenburg, an der Komischen Oper Berlin sowie an den Wuppertaler Bühnen. Am Vorarlberger Landestheater, wo er auch Regie führte, spielte er verschiedene Rollen, u. a. den Sebastian in Shakespeares Was ihr wollt, den Hofmarschall von Kalb in Schillers Kabale und Liebe sowie in Schnitzlers Reigen. Darüber hinaus spielte er 2009 bei den Schwetzinger Schlossfestspielen im Proserpina den Klotho.
2014 arbeitete Jähnert zusammen mit Martin Gruber am Stück Angry Young Men, das 2015 von der Theater- und Kulturzeitschrift Die Bühne als „Aufführung des Monats“ betitelt wurde.
Das theater der sprachfehler wurde 2016 von Andreas Jähnert und Christian Kühne gegründet. Sie beschäftigen sich mit Text- und Theaterformen, in denen die Mehrsprachigkeit eine wichtige Rolle spielt. Dabei sind sie an Darstellern interessiert, die sich mit Worten und verschiedenen Sprachen auseinandersetzen und versuchen diese zu kombinieren. In dem Kollektiv theater der sprachfehler vereinen sich Künstler aus verschiedenen Zweigen der darstellenden Kunst, die mittels zeitgenössischer und klassischer Ausdrucksweisen (Video, Text und Schauspiel) die Sprache in ihrer vernichtenden Wirkung auf den Menschen untersucht. Jähnert inszeniert 2017 mit seinem Ensemble theater der sprachfehler die erste Produktion ROST von Christian Kühne in der Bäckerei Gunz in Hörbranz/Vorarlberg. In Kooperation mit der Deutschen Akademie der Darstellenden Künste wurde das theater der sprachfehler mit der Produktion ROST zu den Theatertagen in Bensheim, Woche junger Schauspieler 2018, eingeladen.

## Theaterstücke (Auswahl)
- 2006: Die Zauberflöte (Sarastros Begleiter), Regie: Hans Neuenfels, Komische Oper Berlin
- 2006: Pinocchio (Kater), Regie: Yuri Garrate, Akademie der Künste Berlin
- 2008: He du, Ché – Helden ohne Ende (Alberto Bayo), Regie: Ekkerhardt Emig, Schauspielhaus Neubrandenburg
- 2008: Die Schneekönigin, oder Gerda auf den Jahrmarkt der Wunder (Kay), Regie: Thomas Klischke, Fränkisches Theater Schloss Maßbach
- 2009: King Lear (Ritter)[12], Regie: Hans Neuenfels, Komische Oper Berlin
- 2009: Sommer 14, Regie[13]: Rolf Hochhuth, Urania Berlin
- 2009: Proserpina (Klotho), Regie: Hans Neuenfels, Schwetzinger Festspiele, Wuppertaler Bühnen (Uraufführung)
- 2010: Schöne Freunde (Carlo Kovac)[14], Regie: Alexander Kubelka, Paul Lerchbaumer, Vorarlberger Landestheater
- 2010: Lebkuchenmann (Lebkuchenmann)[15], Regie: Steffen Jäger, Vorarlberger Landestheater
- 2010: Richard III. (Lord William Hastings), Regie: Andreas Kloos, Vorarlberger Landestheater
- 2011: In den Alpen (Junger Mann)[16], Regie: Paul Lerchbaumer, Vorarlberger Landestheater
- 2011: Peer Gynt (Koch, Master Cotton, Herr Schreibfeder), Regie: Alexander Kubelka, Vorarlberger Landestheater
- 2011: Auf der großen Straße (Savva), Regie: Katja Lehmann, Vorarlberger Landestheater
- 2011: Liebe, Liebe (Ganymedes), Regie: Dirk Diekmann, Vorarlberger Landestheater in Kooperation mit dem Angelika Kauffmann Museum Schwarzenberg
- 2011: Dreigroschenoper (Hakenfinger Jakob), Regie: Alexander Kubelka, Vorarlberger Landestheater
- 2011: Tartuffe (Mme Pernelle, Vàlere),[17] Regie: Steffen Jäger, Vorarlberger Landestheater
- 2012: Kabale und Liebe (Hofmarschall von Kalb), Regie: Katja Lehmann, Vorarlberger Landestheater
- 2012: Lebensansichten zweier Hunde (Lai Fu), Regie: Martin Olbertz, Vorarlberger Landestheater
- 2012: Die Macht der Gewohnheit (Spassmacher), Regie: Günther Beelitz, Vorarlberger Landestheater
- 2012: Reigen (Soldat), Regie: Bernadette Sonnenbichler, Vorarlberger Landestheater
- 2012: Pka Sropoun (Nou Hach), Regie: Andreas Jähnert, HUBB Battambang/Cambodia, Rolle: Regiearbeit, Workshop
- 2012: Die Verzauberten Brüder (Iwanuschka)[18], Regie: Hannan Ishay, Vorarlberger Landestheater
- 2013: Was ihr wollt (Sebastian), Regie: Tobias Materna, Vorarlberger Landestheater
- 2013: Gefährliche Liebschaften (Chevalier Danceny), Regie: Paul Lerchbaumer, Vorarlberger Landestheater
- 2013: Die Stunde, da wir nichts voneinander wußten. (diverse), Regie: Alexander Kubelka, Vorarlberger Landestheater
- 2013: Mutter Courage (Feldwebel), Regie: Alexander Kubelka, Vorarlberger Landestheater
- 2013: Spatz Fritz (Herr Huber)[19], Regie: Markus Steinwender, Vorarlberger Landestheater
- 2013: Physiker (Oberpfleger), Regie: Helene Vogel, Vorarlberger Landestheater
- 2013: Mr. Pilks Irrenhaus. (diverse)[20], Regie: Andreas Jähnert, Vorarlberger Landestheater
- 2014: Der zerbrochne Krug (Bediente), Regie: Steffen Jäger, Vorarlberger Landestheater
- 2014: Alcin@ (Melisso), Regie: Bernd Liepold-Mosser, Vorarlberger Landestheater
- 2014: Das große Welttheater (König), Regie: Michael Wallner, Vorarlberger Landestheater
- 2014: Dandle Dance (Andreas Jähnert), Music Festival Casa dei Mezzo (Kreta)
- 2014: Angry Young Men (Aktionstheater Ensemble)[21], Regie: Martin Gruber
- 2015: Riot Dancer (aktionstheater ensemble), Regie: Martin Gruber, Festspielhaus Bregenz
- 2015: Die lustigen Weiber von Windsor (Master George Page, Master Abraham Slender) – Regie: Mathias Schuh Theaterachse
- 2016: Einer flog über das Kuckucksnest (Billy Bibbit), Regie: Bernd Liepold-Mosser, Theater an der Rott
- 2016: Immersion. Wir Verschwinden. (aktionstheater ensemble)[22], Regie: Martin Gruber, ARGEkultur Open Mind Festival
- 2016: Tanzcafé Treblinka (B)[23][24][25], Regie: Ute Liepold, Jazz Club Klagenfurt – Kammerlichtspiele
- 2017: Was ihr wollt (Orsino, Sir Andrew), Regie: Bernadette Heidegger, Theater Praesent Innsbruck
- 2017: The Black Rider (Robert, Wilderer), Regie: Bernd Liepold-Mosser, Flying Opera, Rathausplatz Villach
- 2018: WAU! (Scharik)[26], Regie: Arturas Valudskis, Toihaus Salzburg
- 2018: Die wunderbare Zerstörung des Mannes (Aktionstheater Ensemble)[27][28][29][30], Regie: Martin Gruber, Bregenzer Festspiele
- 2018: Brücken ins Schwarze (junger Mann), Regie: Andreas Jähnert, Landesbibliothek Bregenz
- 2018: Der Christuskomplex (Erster), Regie: Andreas Jähnert, Spielboden Dornbirn

## Als Theaterregisseur
- 2012: Pka Sropoun von Nou Hach, University of Battambang/Cambodia (artist in residence), Uraufführung
- 2013: Mr. Pilks Irrenhaus. von Ken Campbell, Vorarlberger Landestheater
- 2014: Dandle Dance, Music Festival Casa dei Mezzo, Kreta, Uraufführung
- 2017: RostT[31][32] von Christian Kühne, theater der sprachfehler[33], Bäckerei Gunz, Hörbranz/Vorarlberg, Uraufführung
- 2018: Brücken ins Schwarze[34][35] von Christian Kühne – Andreas Jähnert, theater der sprachfehler, Landesbibliothek Bregenz, Uraufführung, Werk X Petersplatz Wien
- 2018 Der Christuskomplex[36] von Christian Kühne, theater der sprachfehler, Spielboden Dornbirn, Werk X Petersplatz